# Raj Chandra Bose
Raj Chandra Bose (Hoshangabad, 19 de junho de 1901 – Colorado, 31 de outubro de 1987) foi um matemático indiano. Conhecido por seu trabalho na área da teoria de códigos (código de BCH).
Foi palestrante convidado do Congresso Internacional de Matemáticos em Massachusetts (1950: Mathematical theory of factorial designs).

## Obras
- On the construction of balanced incomplete block designs, Annals of Eugenics. 9 (1939), 358-399.
- com K. R. Nair: Partially balanced incomplete block designs, Sankhya 4 (1939), 337-372.
- com R. K. Ray-Chaudhuri: On a class of error-correcting binary codes, Information and control, 3, (1960), 68-79.
- com S. S. Shrikhande: On the falsity of Euler’s conjecture about the non-existence of two orthogonal Latin squares of order 4t+2, Proceedings of the National Academy of Science USA, 45, (1959), 734-737.